# Asperula gracilis
Asperula gracilis är en måreväxtart som beskrevs av Carl Anton von Meyer. Asperula gracilis ingår i släktet färgmåror, och familjen måreväxter. Inga underarter finns listade i Catalogue of Life.